# زاک وارد
زاک وارد (انگلیسی: Zack Ward؛ زادهٔ ۳۱ اوت ۱۹۷۰) یک هنرپیشه اهل کانادا است.
از فیلم‌ها یا برنامه‌های تلویزیونی که وی در آن نقش داشته است می‌توان به رزیدنت ایول: آخرالزمان، پستی، دوش آوریل، قطار اتمی، پلک نزن و تبدیل‌شوندگان اشاره کرد.